# Бойко Ярослав Іванович
Бóйко Ярослáв Івáнович — (07 червня 1981, м. Лохвиця, Лохвицького р-ну, Полтавської обл.) кандидат с.г. наук, [Архівовано 16 січня 2018 у Wayback Machine.] провідний фахівець аграрного сектора, експерт з точного землеробства і офіційний представник Міжнародної організації з точного землеробства (ISPA) в Україні, співзасновник інноваційної агроконсалтингової компанії AgriLab [Архівовано 6 березня 2018 у Wayback Machine.] та навчального проекту AgriStart [Архівовано 16 січня 2018 у Wayback Machine.].

## Освіта і наукова діяльність
Закінчив Національний аграрний університет за спеціальністю «Агрохімія і ґрунтознавство».
З 2003 по 2009 рік працював науковим співробітником лабораторії агрогрунтознавства ННЦ «Інституту землеробства НААН» і займався питаннями покращення родючості ґрунтів.
2009 року захистив кандидатську дисертацію на тему: «Структура вбирного комплексу сірого лісового ґрунту, його агрохімічні властивості та продуктивність ланки сівозміни залежно від комплексної хімічної меліорації» і отримав ступінь кандидата сільськогосподарських наук.
Провів низку досліджень у співпраці з науковцями Університету Небраски-Лінкольна (США) та Університету Макгілла (Канада). Автор понад 50 наукових праць.
З 2012 року — офіційний представник Міжнародної організації з точного землеробства (ISPA [Архівовано 28 жовтня 2017 у Wayback Machine.]) в Україні.

## Впровадження точного землеробства в агровиробництво
2009—2013 рр. очолював напрямок науково-технологічного розвитку компанії «Дружба-Нова», яка першою в Україні системно впроваджувала елементи [Архівовано 12 лютого 2018 у Wayback Machine.] точного землеробства. 

Спільно з міжнародними вченими розробив методики відбору ґрунтових зразків для точного землеробства і інтерполяції даних для відображення змін мінливості ґрунтів

Під науковим керівництвом Ярослава Бойка вперше в Україні на великих площах було:
- Впроваджено один з елементів точного землеробства — сучасну технологію обстеження родючості ґрунтів [Архівовано 16 січня 2018 у Wayback Machine.], яка базується на використанні автоматизованого відбору зразків ґрунту з GPS, вимірюванні електропровідності (EС) ґрунту з подальшим картографуванням (зонуванням) властивостей ґрунту по полю. Це дозволяє враховувати рівень родючості та потенціал за урожайністю кожної неоднорідної зони поля, що сприяє ефективному використанню агрохімікатів, насіння та інших ресурсів.
- Розроблено методику зонування поля по картах урожайності і впроваджено технологію диференційованого внесення рідких азотних добрив на мінералізацію рослинних решток;
- Розроблено алгоритм для розрахунку системи удобрення культур, формування карт-завдань;
- Практично реалізовано технології локально-стрічкового і диференційованого внесення мінеральних добрив, у результаті чого ефективність використання ресурсів може сягати 20-50 % залежно від особливостей поля;

2014 року став директором і співзасновником консалтингової компанії AgriLab [Архівовано 6 березня 2018 у Wayback Machine.], яка розробляє і впроваджує комплексні рішення для підвищення ефективності агробізнесу. AgriLab [Архівовано 6 березня 2018 у Wayback Machine.], що входить в ТОП-20 інноваційних компаній в Україні згідно рейтингу видання Forbes.

## Конференції
Ярослав Бойко брав участь у багатьох міжнародних конференціях, під час яких представляв світовій спільноті перспективи українського аграрного сектора та практичні результати впровадження інноваційних технологій.
- У 2011 році був доповідачем на 8 Європейській міжнародній конференції по точному землеробству в Празі (Чехія).
- 2012 — виступив на 11-й Міжнародній конференції з точного землеробства з темою «Системний підхід при впровадженні точного землеробства в Україні» (Індіанаполіс, США)[недоступне посилання з вересня 2019].
- 2017 — спікер Міжнародної конференції «Precision Agriculture Conference & Ag Tech Showcase» (Канада) з доповіддю «Розвиток точного землеробства в Україні».

В Україні Ярослав Бойко виступав у ролі експерта на таких заходах, як:
- Agri Invest Forum
- Конференція «Точне землеробство»
- Київський міжнародний економічний форум [Архівовано 16 січня 2018 у Wayback Machine.]
- ІІ україно-німецький форум «Біоенергетика, енергоефективність та агробізнес»
- Міжнародний форум «Україна-Ізраїль»
- Міжнародна конференція «Ведення агробізнесу в Україні»
- Міжнародна конференція «Світова практика використання ефективних технологій вирощування сої та кукурудзи»[недоступне посилання з червня 2019]

## Наукові роботи
Huang, H.H.,, V.I. Adamchuk,I.I. Boiko,; R.F. Ferguson. (7-11 July 2013,). Effect of sampling patterns and interpolation methods on prediction quality for soil variability mapping. Precision Agriculture: Papers from the 9th European Conference on Precision Agriculture, Lleida, Catalonia, Spain,. Wageningen, The Netherlands: Wageningen Academic Publishing. 19 (1): 243—250. Архів оригіналу за 16 січня 2018. Процитовано 15 січня 2018.{{cite journal}}:  Обслуговування CS1: Сторінки з посиланнями на джерела із зайвою пунктуацією (посилання)

Huang, H.H., V.I. Adamchuk, I.I. Boiko,, R.F. Ferguson, (2016). Evaluation of grid-based sampling optimization to support agricultural land characterization. Precision Agriculture. (англ.) . (To be submitted). {{cite web}}: |access-date= вимагає |url= (довідка); Пропущений або порожній |url= (довідка)Обслуговування CS1: Сторінки з посиланнями на джерела із зайвою пунктуацією (посилання)

I.I. Boiko,,, V.I. Adamchuk, (July 2012). Analysis of spatial variability of key soil attributes in. North-Central Ukraine. In: Proceedings of the Eleventh International Conference on.Precision Agriculture. Indianapolis, Colorado. 19 (1): 15—18.{{cite journal}}:  Обслуговування CS1: Сторінки з посиланнями на джерела із зайвою пунктуацією (посилання)

Boiko, I., V. Adamchuk. (May 2011). Mapping electrical conductivity. The Ukrainian Farmer: 80—82. {{cite journal}}: |access-date= вимагає |url= (довідка)

Boiko, I., V. Adamchuk. (December 2010). In search of strategic solutions (in Ukrainian: U poshuku strategichnyh rishen’). The Ukrainian Farmer,: 80—82. {{cite journal}}: |access-date= вимагає |url= (довідка)Обслуговування CS1: Сторінки з посиланнями на джерела із зайвою пунктуацією (посилання)

Adamchuk-Chala, N.I.,, V. Adamchuk. I.I. Boiko, G.I. Iutynska, and V.I. Adamchuk (30 June - 4 July 2014). Assessing effects of soil additives on microbial activity in chernozem soil. Proceedings of Ninth Meeting of Ukrainian Society of Soil Science and Agrochemistry, Mykolaiv, Ukraine,: 330—331.{{cite journal}}:  Обслуговування CS1: Сторінки з посиланнями на джерела із зайвою пунктуацією (посилання)